# Rudolfön

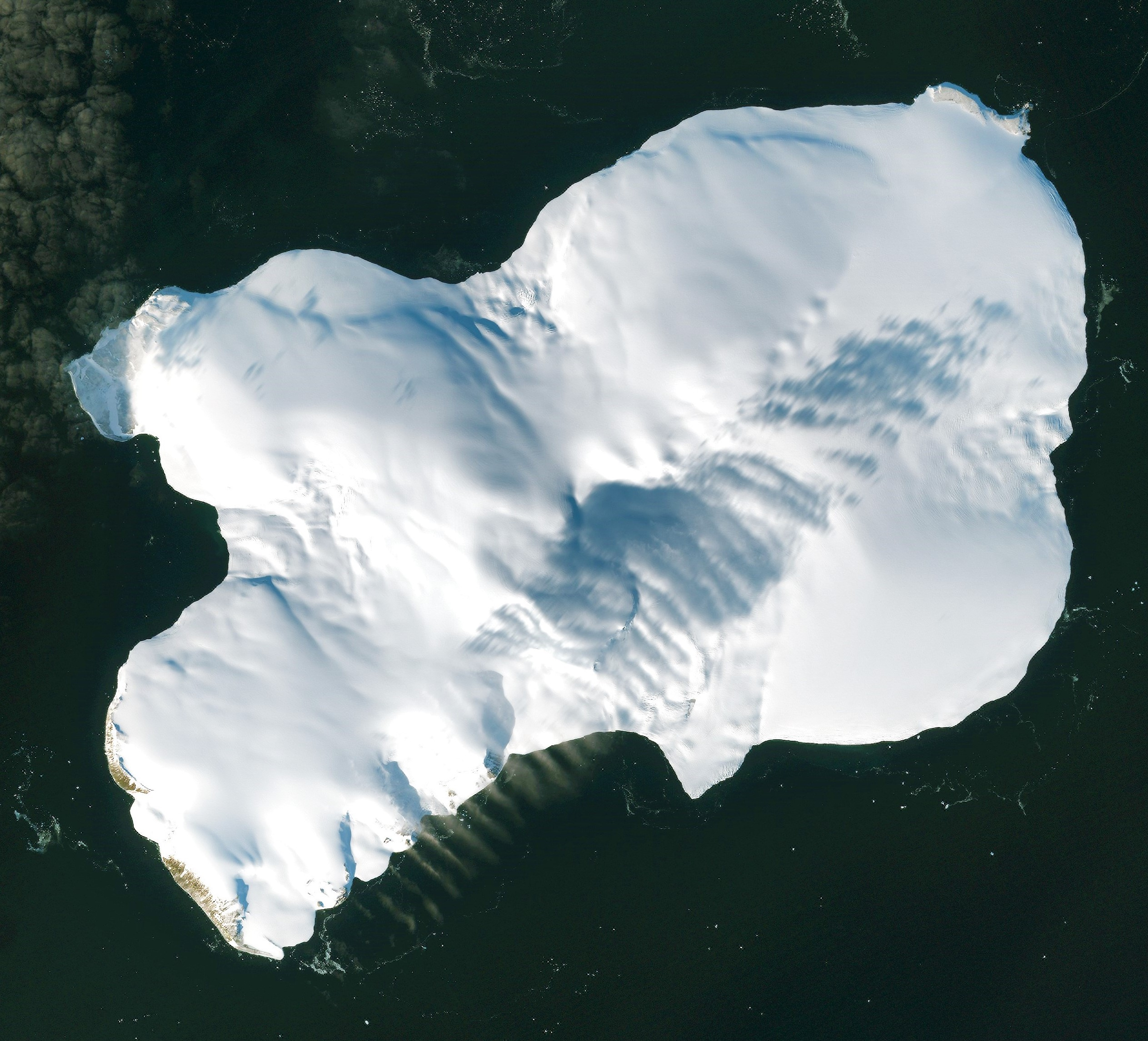
Satellitbild över Rudolfön från 2017.

Rudolfön, tidigare Kronprins Rudolfs land (ryska: Остров Рудольфа, tr. Ostrov Rudolfa) är en 297 km² stor ö i Norra ishavet tillhörande Archangelsk oblast i Ryssland. Rudolfön är den nordligaste av öarna i Frans Josefs land; dess norra udde, Kap Fligely, är den nordligaste landplatsen i såväl Ryssland som hela Eurasien. Ön är uppkallad efter kronprins Rudolf, som var son till kejsare Frans Josef I av Österrike.

## Historia
Rudolfön upptäcktes i mars 1874 av Julius von Payer under en slädtur utsänd från Wilczeks land. Han kartlade ön och gav namn till dess uddar, vikar och sund. Payer tog sig ända till Kap Fligely och trodde sig felaktigt skymta två landmassor i fjärran: Kung Oscars land och Petermanns land. Senare expeditioner skulle fastslå att dessa territorier inte egentligen existerade.
Under Walter Wellmans polarexpedition 1899 gjordes ett kort besök till Rudolfön. Deltagarna använde ön som språngbräda för att nå den geografiska nordpolen, men försöket avbröts efter att Wellman bröt benet. Han återvände till Rudolfön och uppkallade dess östra udde efter sig själv. Samma år besöktes ön av hertig Ludvig Amadeus, som även han gjorde en framryckning mot nordpolen. Efter att ha frusit sönder två av sina fingertoppar tvingades hertigen återvända, men hans andreman Umberto Cagni fortsatte och lyckades ta sig 37 km förbi den tidigare nordligast uppnådda breddgraden. På vägen tillbaka till Rudolfön kunde Ludvig Amadeus påvisa att varken Kung Oscars land eller Petermanns land existerade.

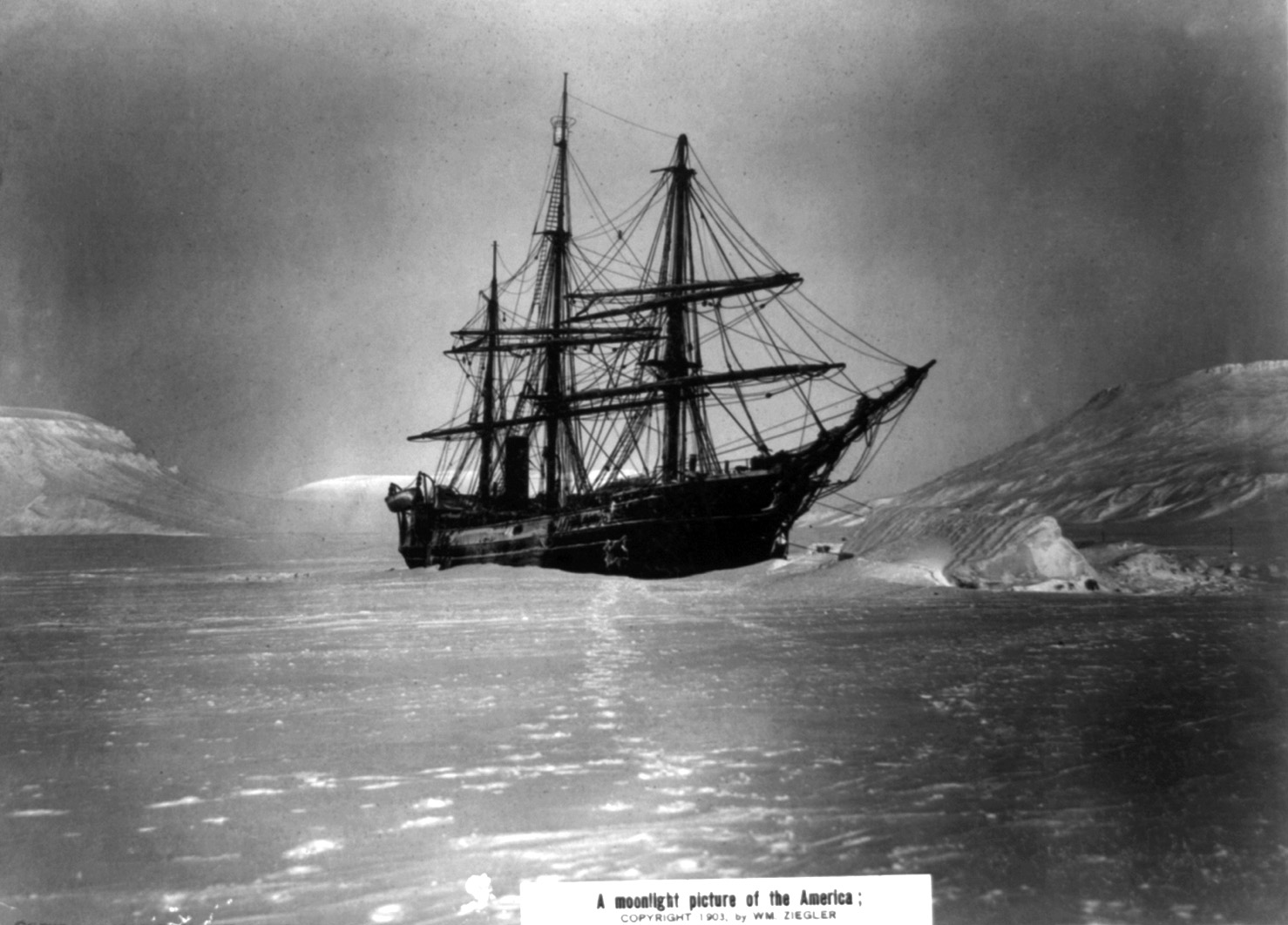
Skeppet America i land vid Rudolfön.

Våren 1902 reste Evelyn Briggs Baldwins expedition till Rudolfön, men ingen framryckning mot nordpolen genomfördes. Följande år anlände Zieglers polarexpedition till Rudolfön och tillbringade vintern där. I januari 1904 skadades deras skepp, America, av det hårda istrycket och förliste. Trots detta gjordes två fruktlösa försök att med släde ta sig till nordpolen. Expeditionsdeltagarna tvingades stanna i ett år innan de evakuerades 1905. Ytterligare en polarexpedition utsändes härifrån: I februari 1914 begav sig Georgij Sedov och två besättningsmän mot nordpolen med Rudolfön som startpunkt, trots att de varken hade någon tidigare erfarenhet eller tillräckligt med proviant. Sedovs hälsa försämrades snabbt och han avled den 6 mars.

Karta över Frans Josefs lands centrala ögrupp, med Rudolfön längst norrut.

Under det internationella polaråret 1932 till 1933 upprättades en forskningsstation på Rudolfön, som under en tid var världens nordligaste bebodda anläggning. Även ett flygfält öppnades på ön, varifrån man 1937 lyckades flyga till Nordamerika via Arktis. Efter Tysklands invasion av Sovjetunionen 1941 beslutades det att forskningsstationen på Rudolfön skulle evakueras. Efter kriget etablerades en mindre väderstation, som lades ner 1995.

## Geografi och natur
Rudolfön är den nordligaste ön i Frans Josefs land. Kap Fligely, beläget vid 81°52'N, är Rysslands och hela Eurasiens nordligaste landplats. Rudolfön täcks nästan helt av en glaciär som uppnår höjder på 460 meter över havet i dess centrala parti. Det enda större isfria området är en kilometerlång sträcka längs öns västkust. Här finns öns enda vegetation, som utgörs av glesbevuxna mossor och lavar. Ytan består av sten, taluskoner och mindre våtmarker.
Djurlivet är mycket begränsat. Emellanåt kan isbjörn observeras och valrossar finns i havet utanför, även om de sällan tar sig upp på land. Ett mycket litet antal fåglar häckar på Rudolfön; den enda större kolonin finns vid klipporna sydöst om Kap Fligely. Här förekommer särskilt tretåig mås, men även ismås och snösparv har observerats. Ibland flyger havsfåglar in på Rudolfön från närliggande öar.